# انسدادی چاکنایی
انسدادی چاکنایی (به انگلیسی: glottal stop یا glottal plosive) یکی از آواهای همخوان است که با بستن کامل و سپس بازشدن چاکنای ایجاد می‌شود. این آوا در برخی زبان‌ها، نقش واجی دارد. درباره نقش واجی انسدادی چاکنایی در زبان فارسی، میان زبان‌شناسان اختلاف نظر وجود دارد. تلفظ حرف همزه و همچنین حرف عین عربی در بین فارسی‌زبانان به صورت انسدادی چاکنایی است. این واج در الفبای آوانگاری بین‌المللی به صورت /ʔ/ نشان داده می‌شود.
نمونه هایی از این کاربرد در واژه های ادس، انبر، زئفران و اروس _که ریشه پارسی داشته و به عدس، عنبر، زعفران و عروس دگرش یافته اند_ دیده می شود. همچنین دیگر واژگان پارسی همچون اشا، ارته، ارتش، ارگ، ارج، ارز، ارزش و ... گواه این کاربرد هستند.